# Rociador de plomo
El rociador de plomo también llamado irrigador de plomo o aspersor de plomo es un artefacto de tortura el cual a simple vista parece ser inofensivo, consistía en un tubo con una cápsula con hoyos, la mitad superior de la esfera se podía quitar y la mitad inferior se llenaba con algún material hirviendo, y luego se vertia sobre el condenado, los lugares principales eran los ojos y la cara, Esto ocasionaba la muerte de la víctima pero en caso de que no muriera por llenarle los oídos de algún material fundido, entonces se procedía a buscar algún otro orificio que llenar hasta que quedara lleno y muriera. Este instrumento se vendía en tiendas de conveniencia y venia con tapones para los oídos del verdugo incluidos.